# Struktura agrarna województwa pomorskiego w okresie międzywojennym
Struktura agrarna województwa pomorskiego w okresie międzywojennym była charakterystyczna na terenach II Rzeczypospolitej z powodu stosunków agrarnych panujących na obszarach byłego zaboru pruskiego. Na ziemiach tych proces uwłaszczenia chłopów miał miejsce najwcześniej (1808–1832), a ponadto duże zasoby ziemi pozostawały w rękach niemieckich.

## Czynniki kształtujące strukturę agrarną Pomorza
Wpływ na strukturę agrarną miały reformy rolne z 1919 r. i 1925 r., w wyniku których przeprowadzono częściową parcelacje majątków ziemskich oraz przyczyniły się do powstania nowego osadnictwa rolniczego. W ustawie z 1920 r. o wykonaniu reformy rolnej wskazano, które grunty przeznacza się do dyspozycji Głównego Urzędu Ziemskiego w celu dalszego zagospodarowania.
Wyniki parcelacji na Pomorzu w latach 1920–1927 przedstawiały się następująco (w ha):
| Rok    | Parcelacja rządowa | Parcelacja prywatna | Razem  |
| ------ | ------------------ | ------------------- | ------ |
| 1920   | 1201               | –                   | 1201   |
| 1921   | 2822               | –                   | 2822   |
| 1922   | 3390               | –                   | 3390   |
| 1923   | 1878               | –                   | 1878   |
| 1924   | 6090               | 131                 | 6221   |
| 1925   | 4732               | 744                 | 5476   |
| 1926   | 7333               | 1784                | 9117   |
| 1927   | 14 145             | 2369                | 16 514 |
| Ogółem | 41 591             | 5028                | 46 619 |

W latach 1920–1937 na Pomorzu poddano parcelacji 129,7 tys. ha, z których powstało 15,6 tys. nowych gospodarstw samodzielnych oraz poszerzono obszar gospodarstwa karłowatych i małorolnych o obszar średnio 8 ha:

## Wielka własność rolna
W ujęciu statystycznym za wielką własność rolną uważano gospodarstwa liczące ponad 50 ha. W 1921 r. liczba majątków prywatnych oraz powierzchnia użytkowanych gruntów przedstawiała się następująco:
| Obszar majątku w ha | Liczba majątków | Powierzchnia w ha | Średni obszar majątku w ha |
| ------------------- | --------------- | ----------------- | -------------------------- |
| 50–100              | 1449            | 100 981           | 69                         |
| 100–200             | 422             | 55 158            | 131                        |
| 200–300             | 134             | 33 122            | 247                        |
| 300–400             | 87              | 30 632            | 352                        |
| 400–500             | 52              | 23 427            | 450                        |
| 500–1000            | 145             | 100 507           | 693                        |
| >1000               | 63              | 128 667           | 2042                       |
| Ogółem              | 2352            | 472 494           | 201                        |

Obok majątków prywatnych wielka własność rolna obejmowała własność państwową, która użytkowała 375,1 tys. ha, wielką własność kościelna – 15,2 tys. ha, oraz pozostała własność (komunalna) – 6,7 tys. ha

## Struktura gospodarstw rolnych w latach 1921–1938
W świetle spisów powszechnych z 1921 r. i z 1931 r. oraz spisów rolnych zmiany liczby gospodarstwa rolnych przedstawiały się następująco:
| Wyszczególnienie | 1921   | 1921    | 1927   | 1927    | 1931    | 1931    | 1938    | 1938    |
| Wyszczególnienie | Liczba | Procent | Liczba | Procent | Liczba  | Procent | Liczba  | Procent |
| ---------------- | ------ | ------- | ------ | ------- | ------- | ------- | ------- | ------- |
| Do 2 ha          | 34 460 | 38,4    | 37 235 | 37,4    | 37 912  | 36,7    | 42 557  | 38,9    |
| 2–5 ha           | 13 732 | 15,2    | 15 557 | 15,6    | 16 042  | 15,5    | 17 525  | 16,0    |
| 5–10 ha          | 13 688 | 15,3    | 17 154 | 17,2    | 18 991  | 18,4    | 19 013  | 17,4    |
| 10–50 ha         | 24 537 | 27,3    | 26 296 | 26,4    | 27 100  | 26,3    | 27 277  | 24,9    |
| 50–100 ha        | 1988   | 2,2     | 1906   | 1,9     | 1888    | 1,8     | 1801    | 1,5     |
| >100 ha          | 1401   | 1,6     | 1346   | 1,5     | 1298    | 1,3     | 1251    | 1,3     |
| Razem            | 89 806 | 100,0   | 99 494 | 100,0   | 103 231 | 100,0   | 109 424 | 100,0   |